# Casus Luciferi
Albums de Watain
Rabid Death's Curse
(2000) Sworn to the Dark
(2007)
Casus Luciferi est le deuxième album studio du groupe de Black metal suédois Watain. L'album est sorti en 2003 sous le label Drakkar Productions.

## Liste des morceaux
1. Devil's Blood - 5:49
2. Black Salvation - 6:45
3. Opus Dei (The Morbid Angel) - 5:33
4. Puzzles ov Flesh - 5:39
5. I Am the Earth - 6:00
6. The Golden Horns of Darash - 5:41
7. From the Pulpits of Abomination - 6:34
8. Casus Luciferi - 8:32